# Coppa panamericana femminile under 20 di pallavolo 2015
La Coppa panamericana femminile under 20 di pallavolo 2015, 3ª edizione dell'omonima competizione femminile di pallavolo, si è svolta dal 19 al 24 aprile 2015 a Santo Domingo, in Repubblica Dominicana: al torneo hanno partecipato sei squadre nazionali Under-20 nordamericane e sudamericane e la vittoria finale è andata per la prima volta alla Rep. Dominicana.

## Impianti
|                                                                            |  |  |
|                                                                            |  |  |
| Palacio del Voleibol Città: Santo Domingo Capienza: - ; Anno d'apertura: - |  |  |

## Regolamento

### Formula
Le squadre hanno disputato un round-robin; al termine del round-robin:
- Le prime due classificate hanno avuto accesso alla finale per il primo posto.
- La terza e la quarta classificata hanno avuto accesso alla finale per il terzo posto.
- La quinta e la sesta classificata hanno avuto accesso alla finale per il quinto posto.

### Criteri di classifica
Se il risultato finale è stato di 3-0 sono stati assegnati 5 punti alla squadra vincente e 0 a quella sconfitta, se il risultato finale è stato di 3-1 sono stati assegnati 4 punti alla squadra vincente e 1 a quella sconfitta, se il risultato finale è stato di 3-2 sono stati assegnati 3 punti alla squadra vincente e 2 a quella sconfitta.
L'ordine del posizionamento in classifica è stato definito in base a:
- Numero di partite vinte;
- Punti;
- Ratio dei set vinti/persi;
- Ratio dei punti realizzati/subiti;
- Risultati degli scontri diretti.

## Squadre partecipanti
| Squadra         | Qualificazione      | Ultima partecipazione |
| --------------- | ------------------- | --------------------- |
| Argentina       | -                   | Debutto               |
| Cile            | -                   | Cuba 2013             |
| Costa Rica      | -                   | Cuba 2013             |
| Messico         | -                   | Cuba 2013             |
| Nicaragua       | -                   | Debutto               |
| Rep. Dominicana | Paese organizzatore | Cuba 2013             |

## Torneo

### Round-robin

#### Risultati
| 19 aprile 2015 Palacio del Voleibol, Santo Domingo Durata: 1h:17 - Spettatori: 500   | Cile            | 3 - 0 | Costa Rica | 25-15, 25-14, 25-12               |
| 19 aprile 2015 Palacio del Voleibol, Santo Domingo Durata: 1h:23 - Spettatori: 800   | Argentina       | 3 - 0 | Messico    | 25-23, 25-19, 25-17               |
| 19 aprile 2015 Palacio del Voleibol, Santo Domingo Durata: 0h:53 - Spettatori: 350   | Rep. Dominicana | 3 - 0 | Nicaragua  | 25-3, 25-7, 25-5                  |
| 20 aprile 2015 Palacio del Voleibol, Santo Domingo Durata: 0h:51 - Spettatori: 200   | Nicaragua       | 0 - 3 | Argentina  | 8-25, 10-25, 8-25                 |
| 20 aprile 2015 Palacio del Voleibol, Santo Domingo Durata: 2h:06 - Spettatori: 400   | Messico         | 3 - 2 | Cile       | 21-25, 21-25, 25-22, 25-22, 15-11 |
| 20 aprile 2015 Palacio del Voleibol, Santo Domingo Durata: 0h:57 - Spettatori: 870   | Rep. Dominicana | 3 - 0 | Costa Rica | 25-7, 25-9, 25-16                 |
| 21 aprile 2015 Palacio del Voleibol, Santo Domingo Durata: 0h:51 - Spettatori: 100   | Messico         | 3 - 0 | Nicaragua  | 25-6, 25-6, 25-6                  |
| 21 aprile 2015 Palacio del Voleibol, Santo Domingo Durata: 1h:09 - Spettatori: 300   | Argentina       | 3 - 0 | Costa Rica | 25-12, 25-13, 25-19               |
| 21 aprile 2015 Palacio del Voleibol, Santo Domingo Durata: 1h:15 - Spettatori: 400   | Rep. Dominicana | 3 - 0 | Cile       | 25-18, 25-16, 25-9                |
| 22 aprile 2015 Palacio del Voleibol, Santo Domingo Durata: 0h:56 - Spettatori: 200   | Costa Rica      | 0 - 3 | Messico    | 10-25, 10-25, 11-25               |
| 22 aprile 2015 Palacio del Voleibol, Santo Domingo Durata: 1h:03 - Spettatori: 1 500 | Cile            | 3 - 0 | Nicaragua  | 25-10, 25-15, 25-8                |
| 22 aprile 2015 Palacio del Voleibol, Santo Domingo Durata: 1h:09 - Spettatori: 1 225 | Rep. Dominicana | 3 - 0 | Argentina  | 25-19, 25-22, 25-14               |
| 23 aprile 2015 Palacio del Voleibol, Santo Domingo Durata: 1h:22 - Spettatori: 200   | Nicaragua       | 0 - 3 | Costa Rica | 23-25, 21-25, 20-25               |
| 23 aprile 2015 Palacio del Voleibol, Santo Domingo Durata: 1h:15 - Spettatori: 350   | Argentina       | 3 - 0 | Cile       | 25-19, 25-22, 25-14               |
| 23 aprile 2015 Palacio del Voleibol, Santo Domingo Durata: 1h:06 - Spettatori: 825   | Rep. Dominicana | 3 - 0 | Messico    | 25-21, 25-16, 25-9                |

#### Classifica
| Pos | Squadra         | Pt | G | V | P | SV | SP | Ratio | PF  | PS  | Ratio |
| --- | --------------- | -- | - | - | - | -- | -- | ----- | --- | --- | ----- |
| 1   | Rep. Dominicana | 25 | 3 | 5 | 0 | 15 | 0  | MAX   | 375 | 191 | 1,963 |
| 2   | Argentina       | 20 | 3 | 4 | 1 | 12 | 3  | 4,000 | 255 | 259 | 1,371 |
| 3   | Messico         | 13 | 3 | 3 | 2 | 9  | 8  | 1,125 | 362 | 303 | 1,195 |
| 4   | Cile            | 12 | 3 | 2 | 3 | 8  | 9  | 0,889 | 353 | 331 | 1,066 |
| 5   | Costa Rica      | 5  | 3 | 1 | 4 | 2  | 12 | 0,250 | 223 | 364 | 0,613 |
| 6   | Nicaragua       | 0  | 3 | 0 | 5 | 0  | 15 | 0,000 | 155 | 375 | 0,413 |

### Fase finale

#### Finale 5º posto
| 24 aprile 2015 Palacio del Voleibol, Santo Domingo Durata: 1h:44 - Spettatori: 250 | Costa Rica | 3 - 1 | Nicaragua | 25-23, 12-25, 12-25, 25-21, 25-16 |

#### Finale 3º posto
| 24 aprile 2015 Palacio del Voleibol, Santo Domingo Durata: 1h:50 - Spettatori: 1 400 | Messico | 1 - 3 | Cile | 20-25, 25-22, 20-25, 18-25 |

#### Finale
| 24 aprile 2015 Palacio del Voleibol, Santo Domingo Durata: 1h:44 - Spettatori: 2 250 | Rep. Dominicana | 3 - 1 | Argentina | 25-20, 25-22, 20-25, 25-15 |

## Classifica finale
| Pos     | Squadra         | Rosa |
| ------- | --------------- | --- |
| Oro     | Rep. Dominicana | Formazione: 1 J. Martínez, 2 Guillén, 3 González, 4 Peralta, 7 García, 8 N. Martínez, 9 Hinojosa, 11 Semfle, 12 Rivero, 13 Matos, 14 Pérez, 17 L. Martínez, CT: Pacheco |
| Argento | Argentina       | Formazione: 1 González, 2 Herrera, 5 Biain, 7 Benítez, 9 Tosi, 10 Nota, 11 Corbalán, 13 Germanier, 14 Beltramino, 16 Michel Tosi, 17 Porcel, 18 Macies, CT: Silvestre   |
| Bronzo  | Cile            | Formazione: 1 Carrasco, 2 Urretaviscaya, 3 Carvajal, 4 Meneses, 5 Sotomayor, 6 Pulgar, 7 Melo, 8 Gaymer, 9 Rex, 10 Martínez, 12 Contreras, 15 Morales, CT: Jáuregui     |
| 4       | Messico         | Formazione: 1 Saucedo, 2 L. León, 4 Rodríguez, 6 Vargas, 7 Aguilera, 8 Pantoja, 9 García, 10 Oroz, 11 Bojórquez, 12 Castro, 17 Flores, 18 González, CT: L.A. León       |
| 5       | Costa Rica      | Formazione: 1 Quirós, 3 Font Soto, 4 Bright, 6 Solano, 8 Carazo, 9 Monge, 10 Sayles, 11 Rodríguez, 12 Prendas, 16 Obando, 17 Alfaro, 19 Murillo, CT: López              |
| 6       | Nicaragua       | Formazione: 1 Pereira, 2 López, 3 Cortez, 5 Sequeira, 8 Smith, 9 Estrada, 15 Conto, 16 Carcache, 17 Valenzuela, 18 Cubillo, 19 Ortiz, 20 Cruz, CT: Noriega              |

## Premi individuali
| Premio                 | Nome                     | Squadra         |
| ---------------------- | ------------------------ | --------------- |
| MVP                    | Gaila González           | Rep. Dominicana |
| Miglior realizzatrice  | Gaila González           | Rep. Dominicana |
| Miglior servizio       | Natalia Martínez         | Rep. Dominicana |
| Miglior difesa         | Gabriela Urretaviscaya   | Cile            |
| Miglior ricevitrice    | Larysmer Martínez        | Rep. Dominicana |
| Miglior palleggiatrice | Yokaty Pérez             | Rep. Dominicana |
| Miglior opposto        | Anahí Tosi               | Argentina       |
| Miglior schiacciatrice | Natalia Martínez         | Rep. Dominicana |
| Miglior schiacciatrice | María Fernanda Rodríguez | Messico         |
| Miglior centrale       | Candelaria Herrera       | Argentina       |
| Miglior centrale       | Jineiry Martínez         | Rep. Dominicana |
| Miglior libero         | Gabriela Urretaviscaya   | Cile            |